# Виганелла
Виганелла (итал. Viganella) — коммуна в Италии, располагается в регионе Пьемонт, в провинции Вербано-Кузьо-Оссола.
Население составляет 204 человек (31-12-2010), плотность населения составляет 14,92 чел./км². Занимает площадь 13,67 км². Почтовый индекс — 28030. Телефонный код — 0324.
В коммуне 8 сентября особо празднуют Рождество Пресвятой Богородицы.
Виганелла приобрела большую известность с 17 декабря 2006 года, когда для её освещения на горе севернее поселения было установлено управляемое компьютером огромное солнечное зеркало площадью 40 м² (8×5 м). Зеркало поворачивается вслед за движением солнца так, что отраженный свет всегда падает на площадь перед мэрией. Необходимость этого сооружения была вызвана тем, что с 11 ноября по 2 февраля каждого года Виганелла совершенно закрыта от солнца горной грядой. Строительство зеркала обошлось в 100 тысяч евро или примерно в 540 евро на жителя.

## Демография
Динамика населения:

## Администрация коммуны
- Официальный сайт: https://web.archive.org/web/20100116044540/http://www.comune.viganella.vb.it/